# Hirtodrosophila levigata
Hirtodrosophila levigata är en tvåvingeart som först beskrevs av Burla 1956.  Hirtodrosophila levigata ingår i släktet Hirtodrosophila och familjen daggflugor. Inga underarter finns listade i Catalogue of Life.